# Großer Preis von Belgien 1983
Der Große Preis von Belgien 1983 (offiziell XL Grote Prijs van Belgie) fand am 22. Mai auf dem Circuit de Spa-Francorchamps in der Nähe von Spa statt und war das sechste Rennen der Formel-1-Weltmeisterschaft 1983.

## Berichte

### Hintergrund
Eine Woche nach dem Großen Preis von Monaco fand der Belgische Grand Prix erstmals seit 1970 wieder in Spa-Francorchamps statt. Die Strecke war inzwischen um rund die Hälfte verkürzt worden. Außerdem wurden deutliche Modifikationen durchgeführt, sodass die damals aktuellen Sicherheitsanforderungen an eine Formel-1-Rennstrecke gegeben waren.
Anlässlich seines Heim-Grand-Prix wurde der Debütant Thierry Boutsen als neuer Stammpilot vom Team Arrows unter Vertrag genommen. Er ersetzte Chico Serra, der seine Formel-1-Karriere daraufhin beendete. Ein wesentliches Argument für diesen Wechsel war, dass Boutsen dringend benötigte Sponsorengelder mit ins Team brachte.

### Training
Auf dem Kurs, der trotz der deutlichen Verkürzung auch bei Trockenheit nach wie vor nur Rundenzeiten über zwei Minuten zuließ, sicherte sich Alain Prost mit einer gegenüber Patrick Tambay um lediglich rund eine Hundertstelsekunde kürzeren Rundenzeit die Pole-Position. Außer diesen beiden erreichte lediglich der drittplatzierte Andrea de Cesaris eine Durchschnittsgeschwindigkeit über 200 km/h. Für den vierten Startplatz qualifizierte sich Nelson Piquet vor René Arnoux und Riccardo Patrese.
Keke Rosberg erreichte als bester der Piloten ohne Turbomotor den neunten Startplatz.
Da es samstags während des zweiten Qualifikationstrainings regnete, konnte keiner der Piloten seine am Freitag aufgestellte Bestzeit unterbieten.

### Rennen
Als der Starter beschloss, den Start wegen eines unsauber aufgestellten Feldes abzubrechen, wurde sein Signal von manchen Piloten missverstanden, sodass sie einen normalen Rennstart durchführten. Am Ende der Runde stellte sich das Feld neu auf und Mechaniker betraten die Startaufstellung. Nachdem das Missverständnis geklärt war, wurde normal gestartet und de Cesaris ging vor Prost, Tambay, Piquet und Manfred Winkelhock in Führung. Bereits nach wenigen Metern musste Patrese das Rennen mit einem Motorschaden aufgeben.
de Cesaris führte das Rennen bis zur 18. Runde an. Dann legten die meisten Fahrer die inzwischen fast obligatorischen Boxenstopps zum Nachtanken ein. Durch einen vergleichsweise langen Stopp verlor de Cesaris die Führung an Prost. Kurzzeitig lagen auch Tambay, Piquet, Rosberg und Eddie Cheever vor ihm. Als diese jedoch ebenfalls ihre Boxenstopps machten, gelangte de Cesaris wieder auf den zweiten Rang, bis er in Runde 26 nach einem Motorschaden ausschied.
Prost gewann das Rennen vor Tambay, Cheever, Piquet, Rosberg und Jacques Laffite und übernahm in der Fahrerwertung wider die Führung vor Piquet.

## Meldeliste
| Team                           | Nr. | Fahrer             | Chassis         | Motor                    | Reifen |
| ------------------------------ | --- | ------------------ | --------------- | ------------------------ | ------ |
| TAG Williams Team              | 01  | Keke Rosberg       | Williams FW08C  | Ford Cosworth DFV 3.0 V8 | G      |
| TAG Williams Team              | 02  | Jacques Laffite    | Williams FW08C  | Ford Cosworth DFV 3.0 V8 | G      |
| Benetton Tyrrell Team          | 03  | Michele Alboreto   | Tyrrell 011B    | Ford Cosworth DFV 3.0 V8 | G      |
| Benetton Tyrrell Team          | 04  | Danny Sullivan     | Tyrrell 011B    | Ford Cosworth DFV 3.0 V8 | G      |
| Fila Sport                     | 05  | Nelson Piquet      | Brabham BT52    | BMW M12/13 1.5 L4t       | M      |
| Fila Sport                     | 06  | Riccardo Patrese   | Brabham BT52    | BMW M12/13 1.5 L4t       | M      |
| Marlboro McLaren International | 07  | John Watson        | McLaren MP4/1C  | Ford Cosworth DFV 3.0 V8 | M      |
| Marlboro McLaren International | 08  | Niki Lauda         | McLaren MP4/1C  | Ford Cosworth DFV 3.0 V8 | M      |
| Team ATS                       | 09  | Manfred Winkelhock | ATS D6          | BMW M12/13 1.5 L4t       | G      |
| John Player Team Lotus         | 11  | Elio de Angelis    | Lotus 93T       | Renault EF1 1.5 V6t      | P      |
| John Player Team Lotus         | 12  | Nigel Mansell      | Lotus 92        | Ford Cosworth DFV 3.0 V8 | P      |
| Équipe Renault Elf             | 15  | Alain Prost        | Renault RE40    | Renault EF1 1.5 V6t      | M      |
| Équipe Renault Elf             | 16  | Eddie Cheever      | Renault RE40    | Renault EF1 1.5 V6t      | M      |
| RAM Automotive Team March      | 17  | Eliseo Salazar     | RAM 01          | Ford Cosworth DFV 3.0 V8 | P      |
| Marlboro Team Alfa Romeo       | 22  | Andrea de Cesaris  | Alfa Romeo 183T | Alfa Romeo 890T 1.5 V8t  | M      |
| Marlboro Team Alfa Romeo       | 23  | Mauro Baldi        | Alfa Romeo 183T | Alfa Romeo 890T 1.5 V8t  | M      |
| Équipe Ligier Gitanes          | 25  | Jean-Pierre Jarier | Ligier JS21     | Ford Cosworth DFV 3.0 V8 | M      |
| Équipe Ligier Gitanes          | 26  | Raul Boesel        | Ligier JS21     | Ford Cosworth DFV 3.0 V8 | M      |
| Scuderia Ferrari SpA SEFAC     | 27  | Patrick Tambay     | Ferrari 126C2B  | Ferrari 021 1.5 V6t      | G      |
| Scuderia Ferrari SpA SEFAC     | 28  | René Arnoux        | Ferrari 126C2B  | Ferrari 021 1.5 V6t      | G      |
| Arrows Racing Team             | 29  | Marc Surer         | Arrows A6       | Ford Cosworth DFV 3.0 V8 | G      |
| Arrows Racing Team             | 30  | Thierry Boutsen    | Arrows A6       | Ford Cosworth DFV 3.0 V8 | G      |
| Osella Squadra Corse           | 31  | Corrado Fabi       | Osella FA1D     | Ford Cosworth DFV 3.0 V8 | M      |
| Osella Squadra Corse           | 32  | Piercarlo Ghinzani | Osella FA1E     | Alfa Romeo 1260 3.0 V12  | M      |
| Theodore Racing Team           | 33  | Roberto Guerrero   | Theodore N183   | Ford Cosworth DFV 3.0 V8 | G      |
| Theodore Racing Team           | 34  | Johnny Cecotto     | Theodore N183   | Ford Cosworth DFV 3.0 V8 | G      |
| Candy Toleman Motorsport       | 35  | Derek Warwick      | Toleman TG183B  | Hart 415T 1.5 L4t        | P      |
| Candy Toleman Motorsport       | 36  | Bruno Giacomelli   | Toleman TG183B  | Hart 415T 1.5 L4t        | P      |

## Klassifikationen

### Qualifying
| Pos. | Fahrer             | Konstrukteur      | Qualifikationstraining 1 | Qualifikationstraining 1 | Qualifikationstraining 2 | Qualifikationstraining 2 | Start |
| Pos. | Fahrer             | Konstrukteur      | Zeit                     | Ø-Geschwindigkeit        | Zeit                     | Ø-Geschwindigkeit        | Start |
| ---- | ------------------ | ----------------- | ------------------------ | ------------------------ | ------------------------ | ------------------------ | ----- |
| 01   | Alain Prost        | Renault           | 2:04,615                 | 200,750 km/h             | 2:34,212                 | 162,221 km/h             | 01    |
| 02   | Patrick Tambay     | Ferrari           | 2:04,626                 | 200,732 km/h             | 2:35,036                 | 161,359 km/h             | 02    |
| 03   | Andrea de Cesaris  | Alfa Romeo        | 2:04,840                 | 200,388 km/h             | keine Zeit               | –                        | 03    |
| 04   | Nelson Piquet      | Brabham-BMW       | 2:05,628                 | 199,131 km/h             | 3:01,465                 | 137,858 km/h             | 04    |
| 05   | René Arnoux        | Ferrari           | 2:05,737                 | 198,958 km/h             | 2:30,961                 | 165,714 km/h             | 05    |
| 06   | Riccardo Patrese   | Brabham-BMW       | 2:06,137                 | 198,327 km/h             | 3:01,358                 | 137,939 km/h             | 06    |
| 07   | Manfred Winkelhock | ATS-BMW           | 2:06,264                 | 198,128 km/h             | 2:44,663                 | 151,925 km/h             | 07    |
| 08   | Eddie Cheever      | Renault           | 2:07,294                 | 196,525 km/h             | 2:25,700                 | 171,698 km/h             | 08    |
| 09   | Keke Rosberg       | Williams-Ford     | 2:07,975                 | 195,479 km/h             | 2:30,151                 | 166,608 km/h             | 09    |
| 10   | Marc Surer         | Arrows-Ford       | 2:08,587                 | 194,548 km/h             | 2:35,016                 | 161,379 km/h             | 10    |
| 11   | Jacques Laffite    | Williams-Ford     | 2:09,153                 | 193,696 km/h             | 3:20,872                 | 124,539 km/h             | 11    |
| 12   | Mauro Baldi        | Alfa Romeo        | 2:09,225                 | 193,588 km/h             | keine Zeit               | –                        | 12    |
| 13   | Elio de Angelis    | Lotus-Renault     | 2:09,310                 | 193,461 km/h             | 2:30,478                 | 166,246 km/h             | 13    |
| 14   | Roberto Guerrero   | Theodore-Ford     | 2:09,322                 | 193,443 km/h             | 2:31,077                 | 165,587 km/h             | 14    |
| 15   | Niki Lauda         | McLaren-Ford      | 2:09,475                 | 193,214 km/h             | 3:00,356                 | 138,706 km/h             | 15    |
| 16   | Bruno Giacomelli   | Toleman-Hart      | 2:09,706                 | 192,870 km/h             | 2:35,566                 | 160,809 km/h             | 16    |
| 17   | Michele Alboreto   | Tyrrell-Ford      | 2:09,739                 | 192,821 km/h             | 2:31,533                 | 165,089 km/h             | 17    |
| 18   | Thierry Boutsen    | Arrows-Ford       | 2:09,876                 | 192,618 km/h             | 2:35,832                 | 160,534 km/h             | 18    |
| 19   | Nigel Mansell      | Lotus-Ford        | 2:09,924                 | 192,546 km/h             | keine Zeit               | –                        | 19    |
| 20   | John Watson        | McLaren-Ford      | 2:10,318                 | 191,964 km/h             | keine Zeit               | –                        | 20    |
| 21   | Jean-Pierre Jarier | Ligier-Ford       | 2:11,354                 | 190,450 km/h             | 2:49,311                 | 147,754 km/h             | 21    |
| 22   | Derek Warwick      | Toleman-Hart      | 2:11,474                 | 190,276 km/h             | 2:30,477                 | 166,247 km/h             | 22    |
| 23   | Danny Sullivan     | Tyrrell-Ford      | 2:11,683                 | 189,974 km/h             | 2:38,284                 | 158,048 km/h             | 23    |
| 24   | Corrado Fabi       | Osella-Ford       | 2:11,734                 | 189,901 km/h             | 2:41,895                 | 154,522 km/h             | 24    |
| 25   | Johnny Cecotto     | Theodore-Ford     | 2:11,860                 | 189,719 km/h             | 2:43,780                 | 152,744 km/h             | 25    |
| 26   | Raul Boesel        | Ligier-Ford       | 2:12,310                 | 189,074 km/h             | 2:34,659                 | 161,752 km/h             | 26    |
| DNQ  | Piercarlo Ghinzani | Osella-Alfa Romeo | 2:13,738                 | 187,055 km/h             | keine Zeit               | –                        | –     |
| DNQ  | Eliseo Salazar     | RAM-Ford          | 2:18,696                 | 180,369 km/h             | keine Zeit               | –                        | –     |

### Rennen
| Pos. | Fahrer             | Konstrukteur  | Runden | Stopps | Zeit        | Start | Schnellste Runde |
| ---- | ------------------ | ------------- | ------ | ------ | ----------- | ----- | ---------------- |
| 01   | Alain Prost        | Renault       | 40     | 1      | 1:27:11,502 | 01    | 2:07,787         |
| 02   | Patrick Tambay     | Ferrari       | 40     | 1      | + 23,182    | 02    | 2:09,031         |
| 03   | Eddie Cheever      | Renault       | 40     | 1      | + 39,869    | 08    | 2:08,332         |
| 04   | Nelson Piquet      | Brabham-BMW   | 40     | 1      | + 42,295    | 04    | 2:08,081         |
| 05   | Keke Rosberg       | Williams-Ford | 40     | 1      | + 50,480    | 09    | 2:09,631         |
| 06   | Jacques Laffite    | Williams-Ford | 40     | 1      | + 1:33,107  | 11    | 2:10,402         |
| 07   | Derek Warwick      | Toleman-Hart  | 40     | 2      | + 1:58,539  | 22    | 2:09,224         |
| 08   | Bruno Giacomelli   | Toleman-Hart  | 40     | 1      | + 2:38,273  | 16    | 2:08,941         |
| 09   | Elio de Angelis    | Lotus-Renault | 39     | 1      | + 1 Runde   | 13    | 2:10,643         |
| 10   | Johnny Cecotto     | Theodore-Ford | 39     | 0      | + 1 Runde   | 25    | 2:12,520         |
| 11   | Marc Surer         | Arrows-Ford   | 39     | 0      | + 1 Runde   | 10    | 2:13,364         |
| 12   | Danny Sullivan     | Tyrrell-Ford  | 39     | 0      | + 1 Runde   | 23    | 2:13,863         |
| 13   | Raul Boesel        | Ligier-Ford   | 39     | 0      | + 1 Runde   | 26    | 2:15,269         |
| 14   | Michele Alboreto   | Tyrrell-Ford  | 38     | 1      | + 2 Runden  | 17    | 2:12,630         |
| –    | Niki Lauda         | McLaren-Ford  | 34     | 0      | DNF         | 15    | 2:10,899         |
| –    | Nigel Mansell      | Lotus-Ford    | 31     | 1      | DNF         | 19    | 2:12,665         |
| –    | Andrea de Cesaris  | Alfa Romeo    | 25     | 1      | DNF         | 03    | 2:07,493 (17.)   |
| –    | Roberto Guerrero   | Theodore-Ford | 23     | 0      | DNF         | 14    | 2:12,327         |
| –    | René Arnoux        | Ferrari       | 22     | 1      | DNF         | 05    | 2:09,639         |
| –    | Corrado Fabi       | Osella-Ford   | 19     | 1      | DNF         | 24    | 2:13,029         |
| –    | Manfred Winkelhock | ATS-BMW       | 18     | 1      | DNF         | 07    | 2:10,109         |
| –    | John Watson        | McLaren-Ford  | 9      | 0      | DNF         | 20    | 2:13,640         |
| –    | Jean-Pierre Jarier | Ligier-Ford   | 9      | 0      | DNF         | 21    | 2:13,521         |
| –    | Thierry Boutsen    | Arrows-Ford   | 5      | 1      | DNF         | 18    | 2:14,040         |
| –    | Mauro Baldi        | Alfa Romeo    | 4      | 0      | DNF         | 12    | 2:11,569         |
| –    | Riccardo Patrese   | Brabham-BMW   | 0      | 0      | DNF         | 06    | –                |

## WM-Stände nach dem Rennen
Die ersten sechs des Rennens bekamen 9, 6, 4, 3, 2 bzw. 1 Punkt(e). In der Fahrerwertung wurden die besten elf Resultate, in der Konstrukteurswertung alle Resultate gewertet.

### Fahrerwertung
| Pos. | Fahrer          | Konstrukteur  | Punkte |
| ---- | --------------- | ------------- | ------ |
| 01   | Alain Prost     | Renault       | 28     |
| 02   | Nelson Piquet   | Brabham-BMW   | 24     |
| 03   | Patrick Tambay  | Ferrari       | 23     |
| 04   | Keke Rosberg    | Williams-Ford | 16     |
| 05   | John Watson     | McLaren-Ford  | 11     |
| 06   | Niki Lauda      | McLaren-Ford  | 10     |
| 07   | René Arnoux     | Ferrari       | 8      |
| 08   | Eddie Cheever   | Renault       | 8      |
| 09   | Jacques Laffite | Williams-Ford | 8      |
| 10   | Marc Surer      | Arrows-Ford   | 4      |
| 11   | Danny Sullivan  | Tyrrell-Ford  | 2      |
| 12   | Johnny Cecotto  | Theodore-Ford | 1      |
| 13   | Mauro Baldi     | Alfa Romeo    | 1      |
| 14   | Chico Serra     | Arrows-Ford   | 0      |
| 15   | Derek Warwick   | Toleman-Hart  | 0      |

| Pos. | Fahrer             | Konstrukteur  | Punkte |
| ---- | ------------------ | ------------- | ------ |
| 16   | Raul Boesel        | Ligier-Ford   | 0      |
| 17   | Michele Alboreto   | Tyrrell-Ford  | 0      |
| 18   | Bruno Giacomelli   | Toleman-Hart  | 0      |
| 19   | Jean-Pierre Jarier | Ligier-Ford   | 0      |
| 20   | Elio de Angelis    | Alfa Romeo    | 0      |
| 21   | Riccardo Patrese   | Brabham-BMW   | 0      |
| 22   | Nigel Mansell      | Lotus-Ford    | 0      |
| 23   | Andrea de Cesaris  | Alfa Romeo    | 0      |
| 24   | Manfred Winkelhock | ATS-BMW       | 0      |
| 25   | Eliseo Salazar     | RAM-Ford      | 0      |
| –    | Roberto Guerrero   | Theodore-Ford | 0      |
| –    | Corrado Fabi       | Osella-Ford   | 0      |
| –    | Alan Jones         | Arrows-Ford   | 0      |
| –    | Thierry Boutsen    | Arrows-Ford   | 0      |

### Konstrukteurswertung
| Pos. | Konstrukteur  | Punkte |
| ---- | ------------- | ------ |
| 01   | Renault       | 36     |
| 02   | Ferrari       | 31     |
| 03   | Brabham-BMW   | 24     |
| 04   | Williams-Ford | 24     |
| 05   | McLaren-Ford  | 21     |
| 06   | Arrows-Ford   | 4      |
| 07   | Tyrrell-Ford  | 2      |
| 08   | Theodore-Ford | 1      |

| Pos. | Konstrukteur | Punkte |
| ---- | ------------ | ------ |
| 09   | Alfa Romeo   | 1      |
| 10   | Ligier-Ford  | 0      |
| 11   | Toleman-Hart | 0      |
| 12   | Lotus-Ford   | 0      |
| 13   | RAM-Ford     | 0      |
| 14   | ATS-BMW      | 0      |
| –    | Osella-Ford  | 0      |